# Malterdingen
Malterdingen è un comune tedesco di 2 928 abitanti, situato nel land del Baden-Württemberg.